# Fereidoen

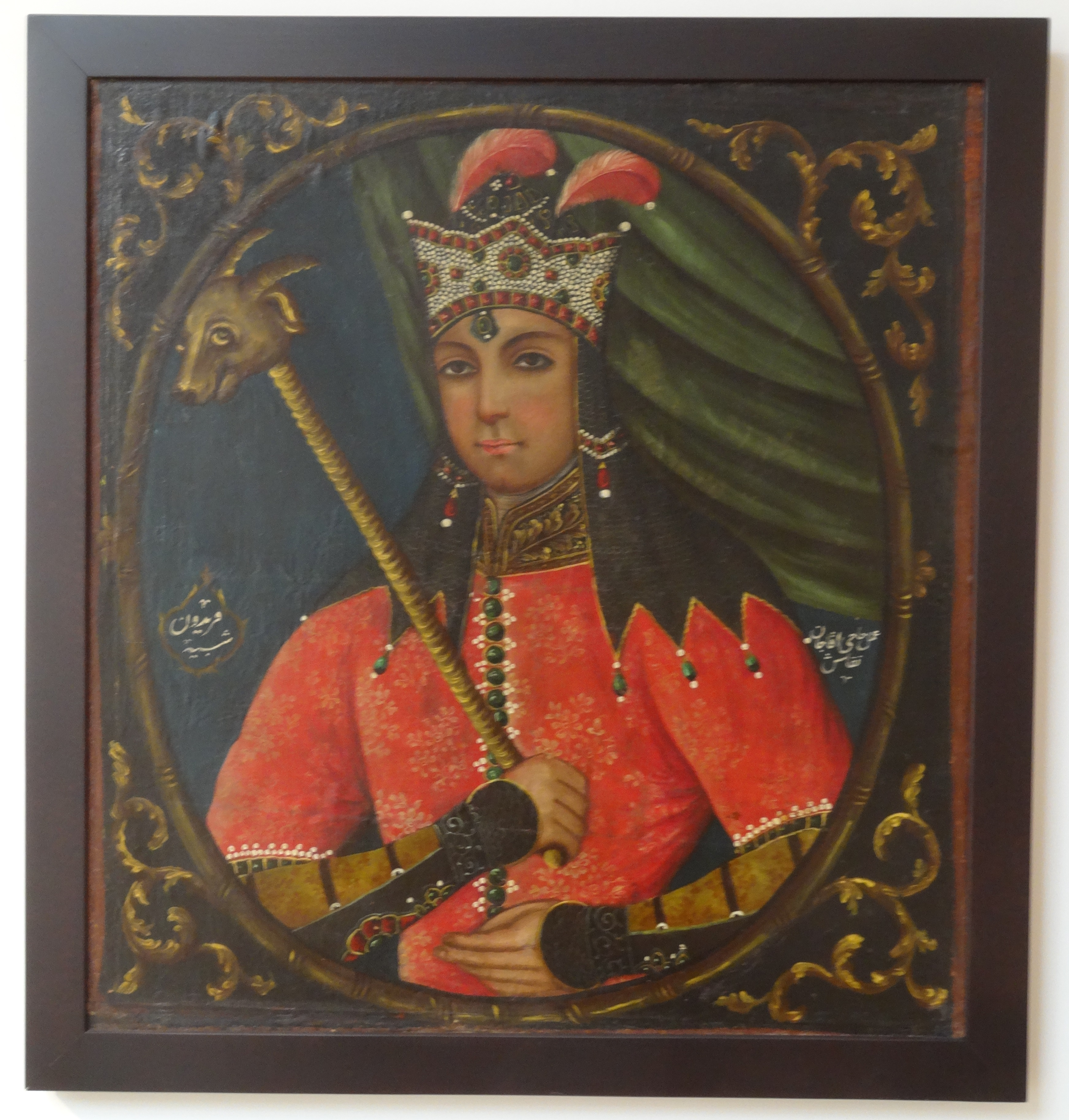
Fereidoen, geschilderd door Haji Aqa Jan – vroege 19e eeuw. Fereidoen draagt een staf met een ossenkop.

Fereidoen (Perzisch: فریدون - Fereydūn of Farīdūn; Middelperzisch: Frēdōn; Avestisch: ϑraētaona) is de naam van een mythische Perzische held, die voorkomt in de Shahnameh van de dichter Ferdausi. Hij regeerde vijfhonderd jaar.

## Verhaal
Zahhak is de tirannieke koning geworden van Jeruzalem (Gang Dezh Hukht in het Pahlavi). De duivel Ahriman heeft hem op de schouders gekust en uit die schouders zijn slangen gegroeid, die gevoed moeten worden met de hersenen van mensen. Dan krijgt Zahhak een droom, waarin hem voorspeld wordt, dat hij door een man zal worden afgezet. De wijze Zirak legt uit dat dat Fereidoen zal zijn, al is hij nog niet geboren.
Fereidoen's moeder is Faranak en Abetin is zijn vader. Kiyanush en Barmayeh zijn zijn oudere broers. Abetin wordt door Zahhak vermoord en Faranak vlucht met Fereidun naar een plek, waar hij gezoogd kan worden door de wonderlijke koe Barmayeh. Elke haar van die koe heeft een andere kleur. Na drie jaar komt Faranak terug om met haar zoon verder weg te vluchten, naar het Alburz-gebergte in India. Een heilige voedt hem op. Zahhak doodt de koe Barmayeh. En Faranak vertelt haar zoon dat hij via zijn vader Abetin afstamt van Tahmures, die destijds de demonen versloeg. Fereidoen bereidt zich voor om naar Jeruzalem te trekken en er Zahhak te verslaan.

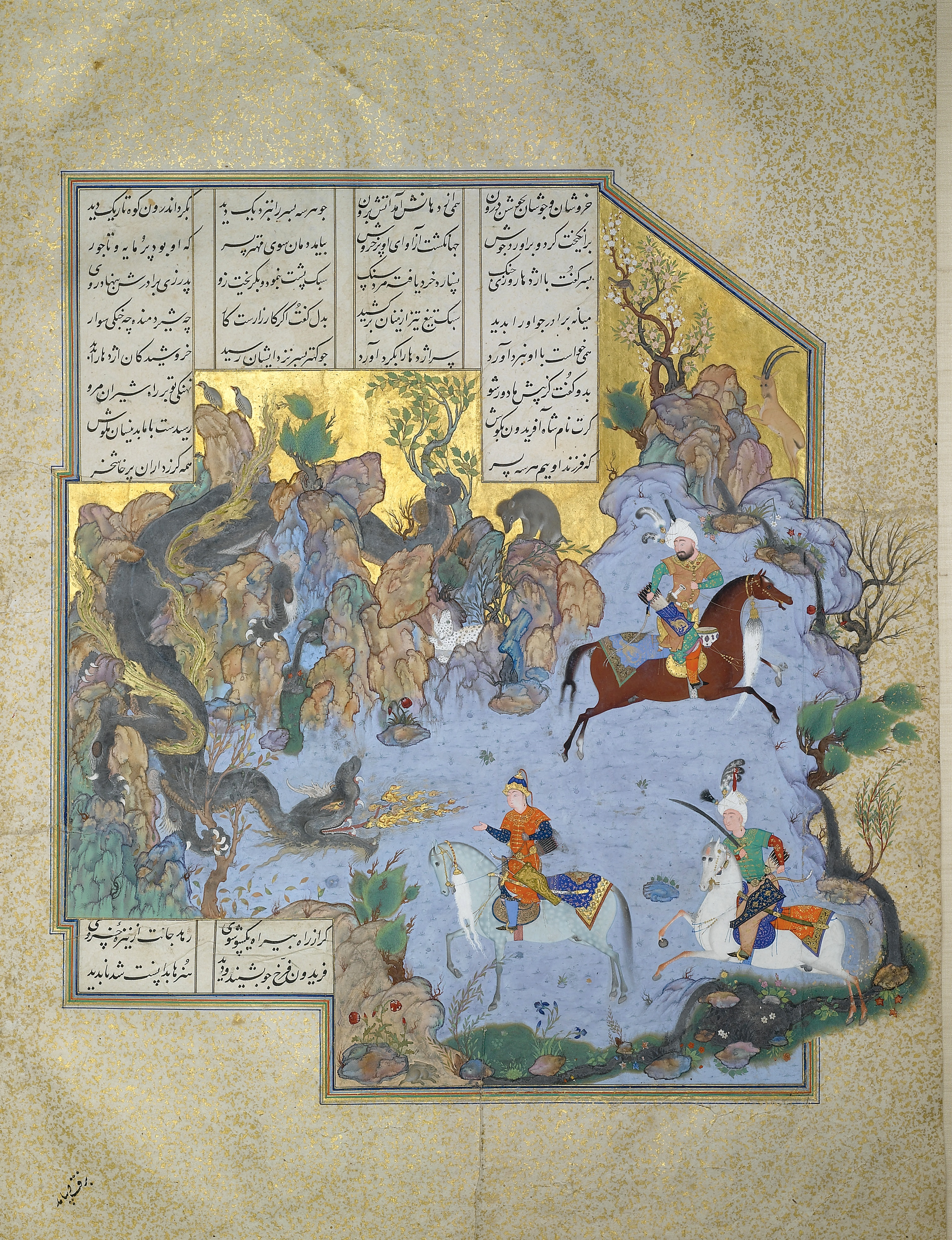
Fereidoen test zijn drie zonen in de gedaante van een draak. Shahnameh van Shah Tahmasp, toegeschreven aan Aqa Mirak, Perzië, c. 1525-35

Kaveh, de smid, is Zahhaks paleis binnengegaan, juist toen de samengekomen wijzen een document wilden tekenen, waarin staat hoe rechtvaardig Zahhak regeert. Kaveh's zonen zijn gevangen genomen om aan Zahhaks slangen te worden gevoerd en Kaveh scheurt het papier doormidden en begint buiten een opstand. Zijn smidsschort wordt op een speer gestoken en zal het Kaviani-banier blijven voor alle toekomstige Perzische koningen. Kaveh brengt de opstandelingen naar Fereidoen en zij worden de krijgers met wie hij optrekt. Onderweg leert Fereidoen de geheimen van magie van een man, die zich aan God had gewijd. Op zijn paard Golrang trekt hij de Tigris over. Hij neemt Jeruzalem de hoofdstad van het rijk in, maar Zahhak is op zijn beurt naar India gevlucht. Zijn plaatsvervanger Kondrow licht hem in over de stand van zaken nu Fereidoen er de scepter zwaait. Dan zoekt Zahhak toch de confrontatie en wordt verslagen. Zahhak wordt naar het gebergte van de Damavand gebracht en er met spijkers aan de rotsen geslagen.
Fereidoen krijgt zonen bij de zusters van Jamshid (die regeerde vóór Zahhak), die Zahhaks echtgenotes waren geweest. Bij Sharnaz krijgt hij de twee oudste zonen Salm en Tur en bij Arnavaz zijn jongste zoon Iraj. De drie zonen huwen de drie dochters van Sarv, de koning van de Yemen. Op de weg terug test Fereidoen zijn zonen in de gedaante van een draak en geeft zijn zonen en schoondochters daarna hun naam. De zonen krijgen land toebedeeld: Salm als oudste, krijgt het westen; Tur krijgt het oosten (Turan); Iraj krijgt het midden (Iran). Maar de oudste broers doden hun jongere broer uit jaloezie. Fereidoen ontvangt van hen Irajs hoofd. Een van Irajs vrouwen, Mah-Afarid, blijkt zwanger van een dochter en die wordt uitgehuwelijkt aan Pashang van de stam van Tur. Van Pashang zal Afrasyab afstammen, die in de Shahnama gedurende lange tijd de aartsrivaal is van de Perzen. Hij wordt pas door Kay Khosrow verslagen.
Een ander kind van Mah-Afarid, Irajs weduwe, is Manuchehr. Die zal de moordenaars van Iraj ombrengen en Fereidoen als koning opvolgen.